# Massacro di Khaibalikend
Il massacro di Khaibalikend fu l'uccisione di massa di civili armeni nei villaggi di Ghaibalishen (Khaibalikend), Jamilli e Karkijahan e Pahlul nel Nagorno Karabakh, dal 5 al 7 giugno 1919. I villaggi furono distrutti e furono assassinati da 600 a 700 armeni etnici, compresi donne e bambini, da irregolari armati di etnia azera e curda e da soldati azeri. Il massacro fu organizzato dal governatore generale del Nagorno Karabakh Khosrov bek Sultanov e guidato da suo fratello, Sultan bek Sultanov.

## Sfondo
Nel gennaio 1919, il comandante delle forze britanniche nel Caspio, il generale William M. Thomson approvò la nomina di Khosrov bek Sultanov da parte del governo di Baku a governatore generale provvisorio del Karabakh e di Zangezur (il controllo su Zangezur alla fine non fu mai stabilito), in attesa di una decisione definitiva alla Conferenza di pace di Parigi. Sultanov era un azero di origine curda noto per le sue opinioni anti-armene, e questa decisione fu strenuamente contrastata dalla popolazione armena del Karabakh guidata dal Consiglio armeno del Karabakh, che favoriva l'unificazione del Nagorno Karabakh con la neonata Repubblica di Armenia. C'era anche l'opposizione espressa dal governo armeno, così come da un certo numero di diplomatici americani e funzionari di soccorso che lavoravano nella regione, che citavano la passata collaborazione di Sultanov con gli eserciti ottomani che avevano occupato l'area nel 1918.
Il 4-5 giugno 1919 ebbe luogo a Shusha uno scontro armato armeno-azero, organizzato e incitato da Sultanov. La parte armena della città fu bloccata e la sua popolazione armena si trovò in un estremo bisogno di cibo e acqua potabile. Nel frattempo, la caserma militare russa a Khankendi (oggi Step'anakert) venne occupata dalle forze armate azere arrivate da Baku e Ganca.

## Il massacro
Nonostante le dure misure, i tentativi di Sultanov di subordinare il Karabakh all'Azerbaigian si rivelarono fallimentari. Il Consiglio nazionale armeno del Karabakh rimase risoluto. Con l'aumentare delle tensioni, peggiorava la condizione degli abitanti armeni dei villaggi situati vicino alle barricate di Khankendi. Fu in quel momento che il 5 giugno 1919, i tatari (ovvero gli azeri) composti in bande armate sotto il comando di Pasha bek Sultanov entrarono nei villaggi di Khaibalikend, Pahlul e Karkijahan. Circa 700 persone, per lo più civili innocenti, furono uccise solo a Khaibalikend. I tre insediamenti furono bruciati e i cadaveri gettati nei pozzi d'acqua. Sebbene Sultanov avesse negato qualsiasi misfatto, un'indagine condotta dall'esercito britannico concluse che aveva istigato di compiere i massacri.

## Dopo il massacro
Più tardi, nel 1919, Sultanov rafforzò le dimensioni delle guarnigioni a Khankendi e continuò a spostare le sue truppe, ancora una volta senza il necessario consenso del suo consiglio amministrativo. La tensione etnica in Karabakh aumentò ancora una volta, quando le truppe azere linciarono e uccisero diversi armeni a Khankendi e saccheggiando le aree circostanti nel febbraio di quell'anno. All'inizio di marzo, dopo che una delegazione di armeni del Karabakh si era riunita nel villaggio di Shosh e aveva respinto la possibilità di unione con l'Azerbaigian, Sultanov cercò di rafforzare il suo controllo sul Karabakh: proibì agli armeni di lasciare Shusha senza permesso, fece stazionare le truppe azere nelle case armene, ordinò ai veterani armeni dell'ex esercito russo di registrarsi in modo che non potessero prendere parte alle attività militari ed elaborò piani per distruggere diversi villaggi armeni per recidere il legame tra gli armeni nel Karabakh e la regione di Zangezur.
Il massacro di Khaibalikend si rivelò il preludio di una tragedia molto più grande nel Nagorno-Karabakh: il pogrom di Shusha nel marzo 1920, in cui i militanti armati tatari ("azeri") distrussero quasi la metà armena della capitale regionale di Shusha.
Secondo Christopher J. Walker, in Armenia and Karabakh, pubblicato da Minority Rights Group International, vennero distrutti anche siti di particolare importanza per la storia armena moderna: vennero demolite le rovine di Khaibalikend compresa la chiesa che veniva usata come stalla.